# Sabulodes exsecrata
Sabulodes exsecrata är en fjärilsart som beskrevs av William Schaus 1911. Sabulodes exsecrata ingår i släktet Sabulodes och familjen mätare. Inga underarter finns listade.